# David Prinosil
David Prinosil (n. 9 martie 1973, Olomouc, Cehoslovacia) este un jucător de tenis german, medaliat olimpic. A participat la 2 ediții ale Jocurilor Olimpice (1996, 2000) în care a câștigat o medalie de bronz la dublu, alături de Marc-Kevin Goellner.